# Міністерство житлово-комунального господарства Республіки Білорусь

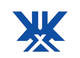

Міністерство житлово-комунального господарства Республіки Білорусь (Мінжылкамга́с Белару́сі) — відомство уряду Білорусі, уповноважене здійснювати впорядкування користування житлом. Міністр житлово-комунального господарства призначається і знімається з посади президентом. З 28 липня 2023 року пост міністра обіймає Трубило Геннадій Олексійович.

## Склад
- Центральний апарат — 5 управлінь, 3 відділи[1];
- Підприємства «Белжилпроект», «Белінкамаш», «Белкамунпраект», «Беллифт», «Белліфтмантаж», «Белліфтпраект», «Белтэхналіфт», «Жилкоммунтехника», «Комунальник», «Ліфтсервіс», «Слонімський водоканал»;
- Училище кадрів житлово-комунального господарства[2].

## Завдання
- впорядкування житлово-комунального господарства та поводження з комунальними відходами;
- упорядкування будівництва, перебудови, використання, утримання і ремонту вулиць та поселень;
- надання житлово-комунальних послуг;
- створення умов для розширення надання послуг підвідомчими підприємствами;
- подача пропозицій про зміну розрахунків за користування житлом і комунальні послуги;
- залучення зовнішніх позик;
- розвиток зовнішньогосподарських зв'язків.

## Повноваження
- проведення нарад щодо житла;
- замовлення наукових досліджень;
- запит інформації у закладах[3].